# Quietrevolution
Quietrevolution (в превод от англ. — тиха революция) е вятърен генератор с вертикална ос и три S-образни лопати, произвеждана във Великобритания.
Благодарение на своите конструктивни особености турбините са почти безшумни и са приспособени за градски условия, където направлението на вятъра може да се променя много често. Височината на устройството е 5 m, диаметърът – 3 m. Една установка с мощност 6 kW може да осигури с електричество пет жилища, произвеждайки 10 000 kW за година при средна скорост на вятъра 5,8 m/s. Установката е работоспособна при скорост на вятъра в границите 4,5 – 16 m/s.
Разработката е получила няколко награди, включително Sustainable Innovation Award („Награда за устойчиви иновации“) през 2006 г. Съществуват планове за разполагане на ветрогенератори от този модел в редица отделни проекти в Ню Йорк, Шанхай и др.
Стойността на разположена в Уелс установка е възлязла на 48 000 £, като е изработвала за месяц 33 kW, които стрували 5,28 £.